# 데니스 호퍼
데니스 호퍼(Dennis Hopper, 1936년 5월 17일 ~ 2010년 5월 29일)는 미국의 배우, 영화 감독이다.

## 출연 작품
- 1955년 - 이유 없는 반항
- 1956년 - 자이언트
- 1957년 - 오케이 목장의 결투
- 1967년 - 폭력 탈옥
- 1968년 - 집행자
- 1969년 - 이지 라이더
- 1979년 - 지옥의 묵시록
- 1980년 - 아웃 오브 더 블루
- 1986년 - 블루 벨벳
- 1990년 - 뒤로 가는 남과 여
- 1993년 - 트루 로맨스
- 1993년 - 슈퍼 마리오
- 1994년 - 스피드
- 1995년 - 워터월드
- 1997년 - 로드 엔드